# 谷勝馬
谷 勝馬（たに かつま、1919年〈大正8年〉5月24日 - 1994年〈平成6年〉10月14日）は、日本の音響技術者、実業家。円盤式録音機の設計などを通じて、日本の録音・放送技術の発展に貢献した。ティアック株式会社社長・会長を歴任。藍綬褒章、NHK放送文化賞受賞者。

## 経歴
1919年、東京市に生まれる。1936年（昭和11年）、東京高等工芸学校精密機械科を卒業。卒業後は東京大学航空研究所発動機部に勤務。
1939年（昭和14年）、日本電気音響に入社し、録音機・音響機器の設計・開発に携わる。1953年、東京テレビ音響を設立し、1956年には東京電気音響も設立。1964年に両社を合併してティアック株式会社を創業し社長に就任した。
1979年（昭和54年）に会長、1982年（昭和57年）には再び社長に復帰した。

## 功績
録音・放送技術の進歩への貢献は広く評価され、特に円盤式録音機の設計は日本の放送・音楽産業における基盤を築いた。

## 受賞歴
- 1986年（昭和61年）：藍綬褒章
- 1993年（平成5年）：第45回NHK放送文化賞